# 見えない翼 (川嶋あいの曲)
『見えない翼』（みえないつばさ）は、日本のシンガーソングライター川嶋あいが2006年4月19日に発売した9枚目のシングル。

## 概要
前作『Dear／旅立ちの日に…』から約2ヶ月後にリリースされたシングル。通常盤と初回限定盤の2種類で発売され、初回限定版はCHiYOとのコラボレート楽曲を収録した特典CD付。『Dear／旅立ちの日に…』に続いて2作連続で週間オリコンチャートトップ10入りを果たしている。
初回出荷分では、「見えない翼」の歌詞に、誤植があった。

## 収録曲
- 全作詞・作曲：川嶋あい

### 通常盤
1. 見えない翼
編曲：直樹
日本テレビ系『アンぐらのツボ屋与兵衛』テーマソング
『トヨタ・あいおいカップ2005　国際卓球大会』のイメージソングの歌詞・アレンジを若干修正した楽曲。
2. エンジェル
編曲：長澤孝志
3. サンキュー!-motif-
4. 見えない翼（inst）
5. エンジェル（inst）

### 初回限定盤付属CD
1. 絶望と希望
歌：川嶋あい feat.CHiYO